# Kästadalsparken

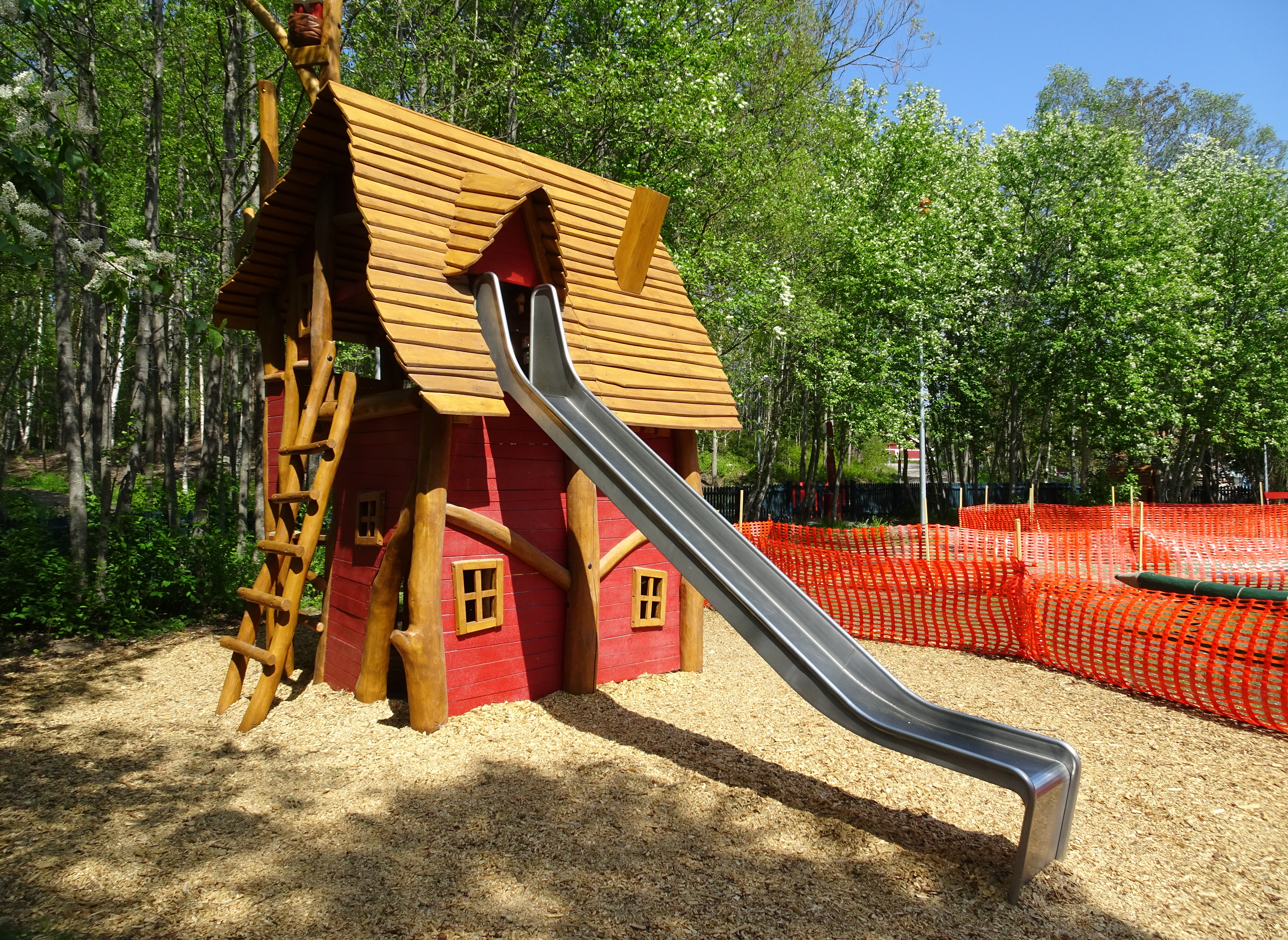
Häxans hus i Kästadalsparken.

Kästadalsparken är en temalekpark i villaområdet Kästa i kommundelen Flemmingsberg, Huddinge kommun. Lekplatsens inredning och utrustning är inspirerad av sagornas värld.

## Beskrivning
I Kästa har funnits ett område för lek sedan 1990-talet som fastställdes i detaljplanen vilken vann laga kraft i mars 1990. Mot norr anslöt ett skogbeväxt parkområde med bollplan. År 2017 beslöt kommunen att upprusta den då slitna lekplatsen och gav byggnadsfirman Lestra Entreprenad Sverige uppdraget att genomföra det praktiska arbetet. Återinvigningen skedde i maj 2019.
Lekparken gestaltades med inspiration från sagornas värld och delades in i fyra områden: Den förtrollade skogen, Ängen, Harry Potter-tavlan och Hemma hos jätten. De båda senare härrör från Harry Potters värld. Hos jätten Hagrid är allt jättestort, exempelvis är tändstickor så stora att de fungera som hinderbana för barnen och en mössa är så stor att den blir en koja att krypa in i. Vid ingången står jättens tandborste som grindstolpe. Harry Potter-tavlan är en stor kub av trä med öppna sidor för uppträdanden eller för högläsning. I den förtrollade skogen hittar man bland annat häxans hus som rutschkana, en karusell i form av en stor flugsvamp och en spindel att klättra i. Den förtrollade skogen omges av ett trädäck som det går att sitta på och under gungorna gestaltades marken som en matta utförd av fallskyddsgummi och känns som en "flygande matta" när barnen gungar.

## Bilder

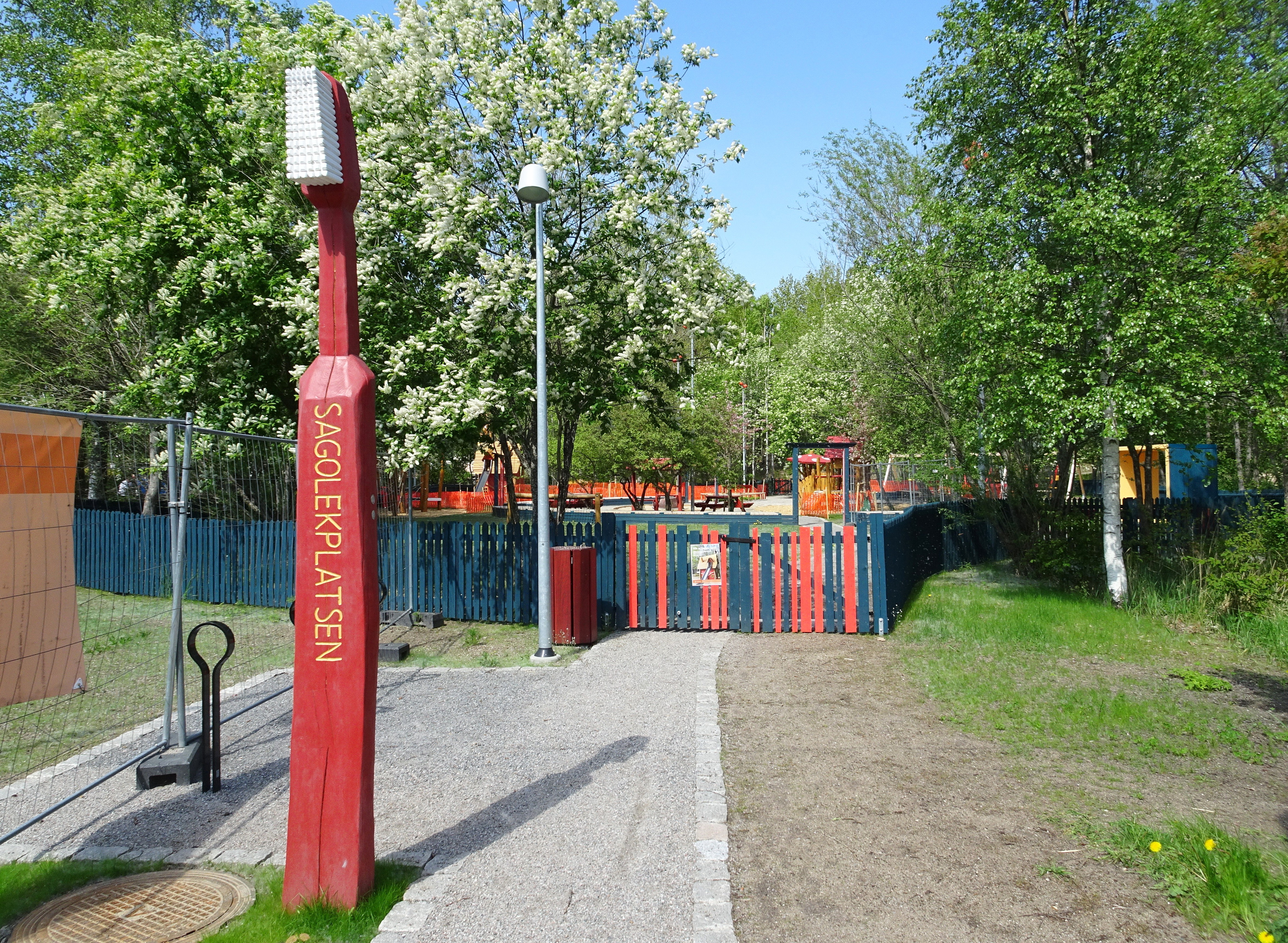
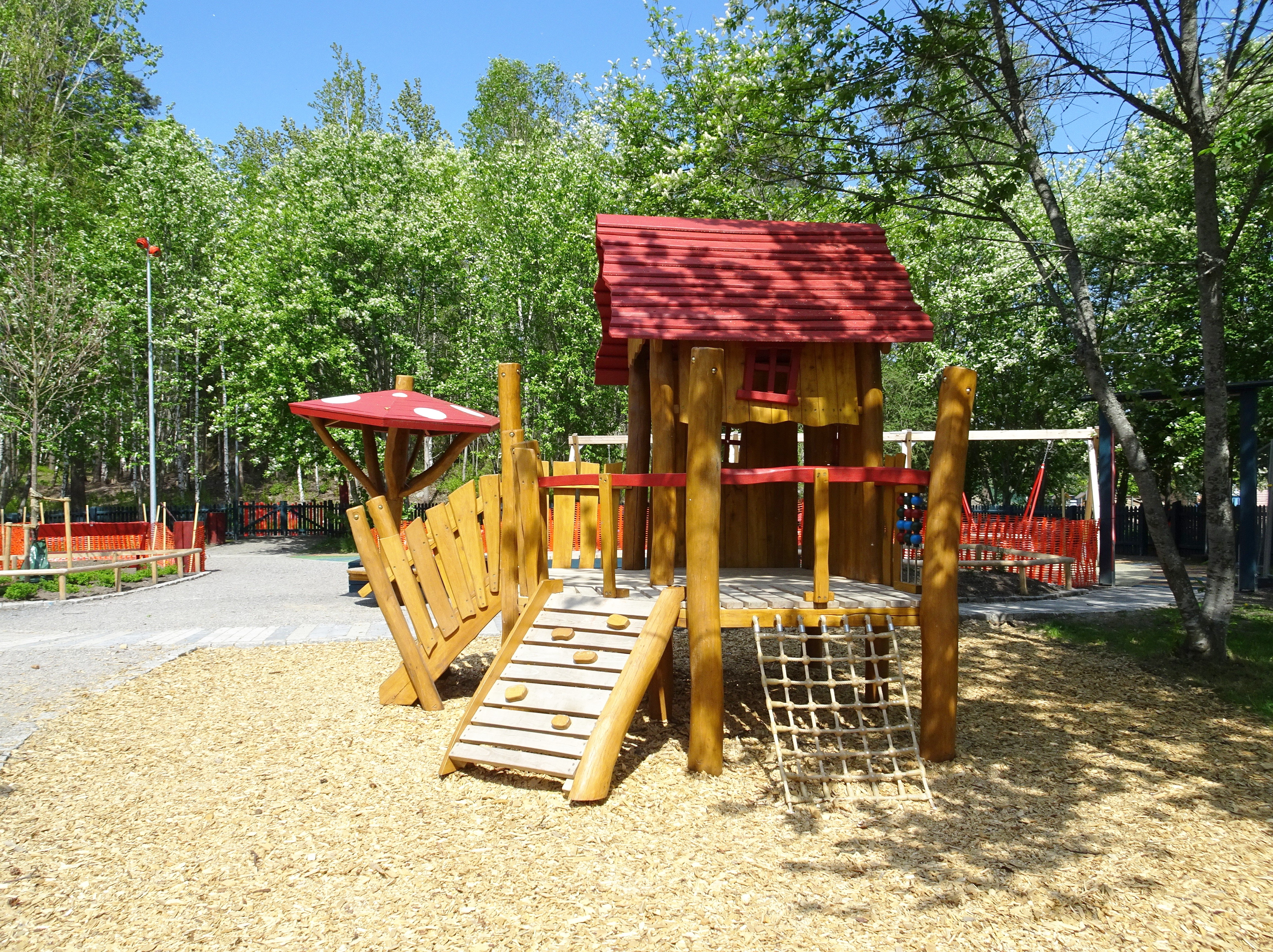
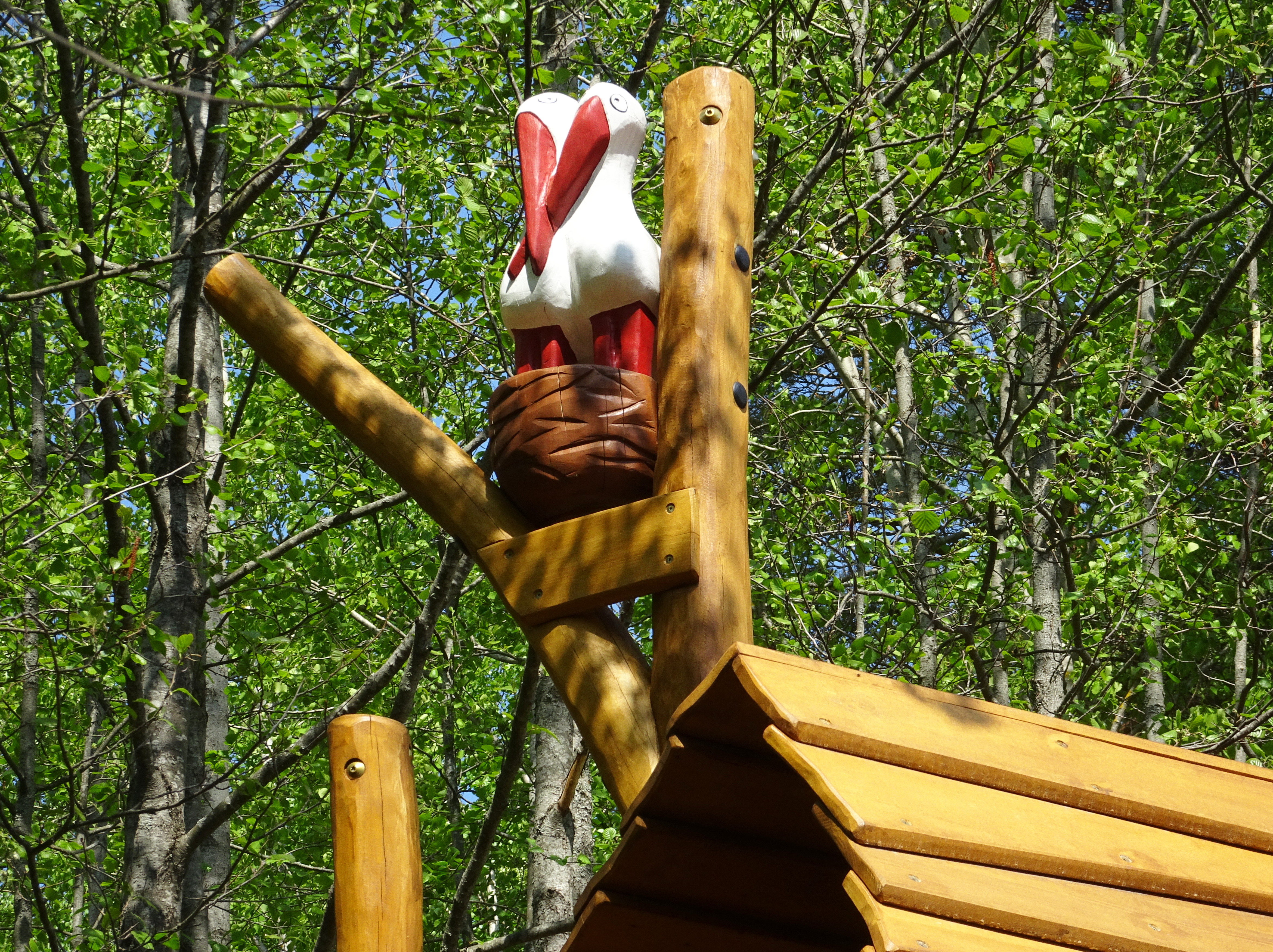
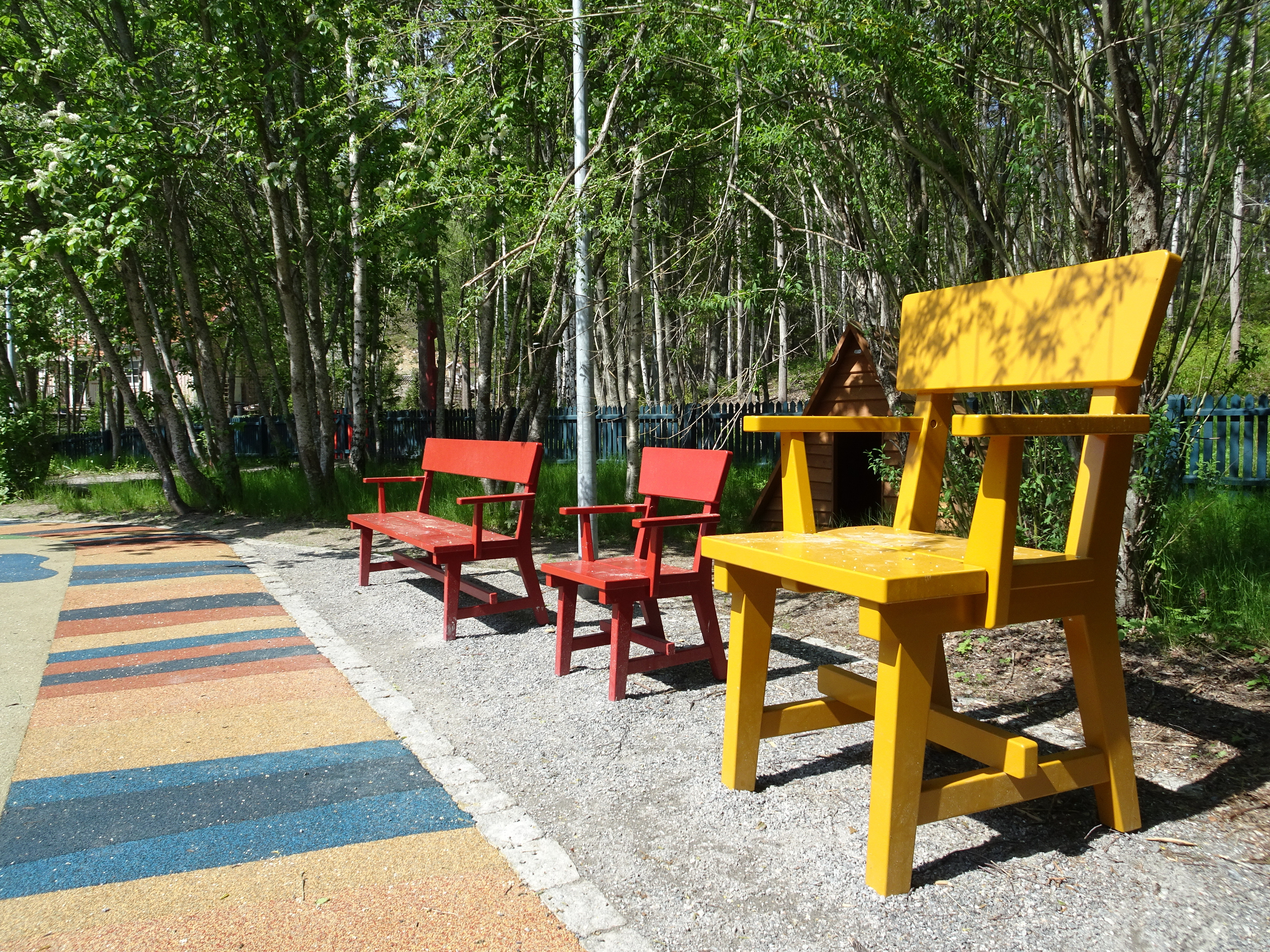